# Sindrome di Dubowitz
La sindrome di Dubowitz è una malattia molto rara descritta per la prima volta nel 1965 dal medico inglese Victor Dubowitz. Anche se le sue esatte cause non sono ancora state scoperte, si ritiene che sia una malattia autosomica recessiva.
La sindrome è caratterizzata da anomalie multiple congenite, ritardo mentale, ritardo di crescita con difetti immunitari, che predispongono alle allergie e all'eczema, neoplasie ematologiche e neuroblastoma.

## Sintomatologia
I segni clinici comprendono il ritardo di crescita pre e postnatale, la microcefalia, il ritardo mentale lieve-medio e l'eczema. I pazienti sono spesso iperattivi, con scarsa capacità di attenzione.
L'aspetto del viso è caratteristico con fronte alta e sfuggente, creste sopraorbitali piatte, sopracciglia rade nelle porzioni laterali, rime palpebrali corte, blefaroptosi, orecchie a conformazione anomala, radice del naso ampia e piatta, conformazione insolita della bocca. Le anomalie dei genitali comprendono ipospadia e criptorchidismo. I pazienti possono anche mostrare fossetta sacrale, clinodattilia del V dito e sindattilia cutanea del secondo e terzo dito del piede.
Ad oggi, sono stati osservati oltre 150 pazienti con questa condizione. La patogenesi non è nota. Sembra trattarsi di un carattere autosomico recessivo.

## Eziologia
Le cause della malattia non sono a tutt'oggi chiare, nonostante ciò si ritiene che abbia una origine genetica. È stata individuata inoltre una correlazione con la carenza dell'ormone della crescita.

### Componente genetica

Schema di trasmissione di una malattia autosomica recessiva.

È quasi certo la malattia abbia una componente genetica. Viene classificata come una malattia autosomica recessiva, che può essere tramandata attraverso le generazioni. Inoltre, vi è una consanguineità occasionale dei genitori. Vari casi indicano che la sindrome Dubowitz si verifichi in gemelli monozigoti, fratelli e cugini.
Tuttavia, anche se è una caratteristica recessiva, vi è stata trovata una variazione nella espressione fenotipica. In alcuni casi, nonostante il sintomo comune di microcefalia, il grado di ritardo mentale varia tra i pazienti. Anche se vi sono considerevoli prove che puntano alla base genetica di questa malattia, i sintomi che vengono espressi sono molto simili alla sindrome alcolica fetale e ulteriori studi devono essere effettuati al fine di determinare se questo agente ambientale abbia un effetto sull'espressione del genotipo. In aggiunta, uno dei sintomi della sindrome Dubowitz comprende la ripartizione dei cromosomi.

### L'ormone della crescita
Si è trovato che la sindrome di Dubowitz è correlata ad una carenza dell'ormone della crescita. Ciò risulta evidente nel ritardo della crescita di individui con questo disturbo. L'ormone della crescita viene secreto dalla ghiandola pituitaria anteriore del cervello. La sua funzione principale è aumentare l'altezza di un individuo durante lo sviluppo, ma inoltre gioca un ruolo fondamentale nella regolazione della funzione immunitaria, aumenta la ritenzione di calcio, aumenta la massa muscolare e stimola la gluconeogenesi.
Una carenza di ormone della crescita può essere causata da mutazioni genetiche, malformazioni della ghiandola pituitaria o dell'ipotalamo durante lo sviluppo o da danni alla ghiandola pituitaria. Nella sindrome di Dubowitz, la causa è molto probabilmente dovuta alle mutazioni del gene o alla rottura di strutture cerebrali avvenute durante sviluppo. Il deficit dell'ormone della crescita ha anche una correlazione con bassi livelli di IgG, una condizione comune nei pazienti Dubowitz.